# Goson Sakai
Goson Sakai (født 20. marts 1996) er en japansk fodboldspiller.
Han har spillet for flere forskellige klubber i sin karriere, herunder Albirex Niigata og Fukushima United FC.